# Howard W. Koch
Howard W. Koch   (Nova York, 11 d'abril de 1916 - Beverly Hills, 16 de febrer de 2001) va ser un productor i director estatunidenc de cinema i televisió.

## Vida i carrera
Koch va néixer a la ciutat de Nova York, fill de Beatrice (Winchel) i William Jacob Koc. La seva família era jueva. Va estudiar a la DeWitt Clinton High School i a la Peddie School a Hightstown (Nova Jersey). Va començar la seva carrera cinematogràfica com a empleat a l'oficina d'Universal Studios a Nova York i després va fer el seu debut a Hollywood. el 1947 com a ajudant de direcció. Va treballar com a productor per primera vegada l'any 1953 i un any després va debutar com a director. El 1964, Paramount Pictures el va nomenar cap de producció cinematogràfica, càrrec que va ocupar fins al 1966 quan va marxar per muntar la seva pròpia productora. Va tenir un pacte de producció amb Paramount durant més de 15 anys.
Entre les seves nombroses produccions de televisió, Howard W. Koch va produir el programa dels Premis Oscar en vuit ocasions. Dedicat a la indústria, va exercir com a president de l'Acadèmia d'Arts i Ciències Cinematogràfiques de 1977 a 1979. El 1990 l'Acadèmia el va honrar amb el The Jean Hersholt Humanitarian Award i el 1991 va rebre el Frank Premi Capra Achievement Award del Directors Guild of America.
Juntament amb l'actor Telly Savalas, Howard Koch era propietari de Telly's Pop, guanyador de diverses curses importants de Califòrnia per a juvenils, incloses les Norfolk Stakes i Del Mar Futurity.
Howard W. Koch va patir malaltia d'Alzheimer i va morir a casa seva a Beverly Hills, Califòrnia el 16 de febrer de 2001. Va tenir dos fills d'un matrimoni durant 64 anys amb Ruth Pincus, que va morir el març de 2009. L'any 2004, el seu fill Hawk Koch va ser elegit membre de la Junta de Governadors de l'Acadèmia de les Arts i les Ciències Cinematogràfiques.

## Filmografia

### Director
Cinema (director)
- Shield for Murder (1954)
- Big House, U.S.A. (1955)
- Untamed Youth (1957)
- La noia "bop" (1957)
- Jungle Heat (1957)
- La noia de les mitges negres (1957)
- Fort Bowie (1957)
- Violent Road (1958)
- Frankenstein 1970 (1958)
- Born Reckless (1958)
- Andy Hardy Comes Home (1958)
- The Last Mile (1959)
- Badge 373 (1973)

Televisió (director)
- Maverick (1957) (1 episodi)
- Hawaiian Eye (1959) (2 episodis)
- Cheyenne (1958) (1 episodi)
- The Untouchables (1959) (4 episodis)
- The Gun of Zangara (1960) (Telefil,)
- Miami Undercover (1961) (38 episodis)
- Texaco Presents Bob Hope in a Very Special Special: On the Road with Bing (1977)

### Productor
Cinema (productor):
- War Paint (1953)
- Beachhead (1954)
- Shield for Murder (1954)
- Big House, U.S.A. (1955)
- Rebel in Town (1956)
- Frankenstein 1970 (1958)
- Sergeants 3 (1962)
- The Manchurian Candidate (1962)
- Come Blow Your Horn (1963)
- Robin and the 7 Hoods (1964)
- The Odd Couple (1968)
- On a Clear Day You Can See Forever (1970)
- A New Leaf (1971)
- Plaza Suite (1971)
- Last of the Red Hot Lovers (1972)
- Jacqueline Susann's Once Is Not Enough (1975)
- The Other Side of Midnight (1977)
- Airplane! (1980)
- Some Kind of Hero (1982)
- Airplane II: The Sequel (1982)
- Ghost (1990)

Televisió (productor)
- Magnavox Presents Frank Sinatra (1973)